# Ceraphron abnormis
Ceraphron abnormis är en stekelart som beskrevs av Perkins 1910. Ceraphron abnormis ingår i släktet Ceraphron och familjen pysslingsteklar. Inga underarter finns listade i Catalogue of Life.